# ريكاردو موريس
ريكاردو موريس (بالإنجليزية: Ricardo Morris)‏ (24 أبريل 1994 - ) هو لاعب كرة قدم باربادوسي في مركز الدفاع. شارك مع منتخب باربادوس لكرة القدم.

## وصلات خارجية
- ريكاردو موريس على موقع قاعدة بيانات كرة القدم.إي يو (الإنجليزية)
- ريكاردو موريس على موقع ناشيونال فوتبول تيمز (الإنجليزية)